# Domingos Filho
Domingos Gomes de Aguiar Filho (Fortaleza, 9 de outubro de 1963) é um advogado e político brasileiro e foi vice-governador do  Estado do  Ceará pelo PROS.

## Biografia
Bacharel  em  Direito  pela Universidade   Federal   do  Ceará, servidor público, começou a carreira  aos  18 anos de  idade como agente administrativo da Fundação de Saúde do Estado e, posteriormente, trabalhou como assessor parlamentar.
Casado com a também advogada Patrícia Gomes Aguiar, é  pai de Domingos Neto e Gabriela Pequeno Aguiar.
Foi eleito deputado estadual em 1994 e, desde então, sempre ocupou cargos na Mesa Diretora da Assembleia Legislativa do Estado do Ceará. Em  2007, foi eleito  para a presidência do Legislativo Estadual.
Em outubro de 2010, foi eleito vice-governador do Ceará na chapa encabeçada por  Cid Gomes.